# Persiscape levyi
Persiscape levyi is een spinnensoort in de taxonomische indeling van de trechterspinnen (Agelenidae).
De wetenschappelijke naam van de soort werd voor het eerst geldig gepubliceerd in 2005 door Guseinov, Yuri M. Marusik & Koponen.